# Atanásio Perdigão Sampaio
Atanásio Perdigão Sampaio (Palmácia, Ceará, 17 de julho de 1907 - Palmácia, Ceará, 27 de março de 1976  ) foi um empresário e político brasileiro. Filiado ao PSD, venceu o pleito de 1958 e tornou-se o primeiro prefeito de Palmácia. Atanásio obteve 830 votos vencendo seu adversário Adauto Sampaio Andrade..

## Biografia
Atanásio Perdigão Sampaio nasceu aos 17 de julho de 1907, em Palmácia. Filho de Pedro Sampaio de Andrade Lima e de Maria Amélia Perdigão Sampaio, era membro de uma tradicional família da cidade. Estudou as primeiras letras na Escola Pública de Palmeiras, onde sua mãe era professora. Concluído o curso preliminar nessa escola, transferiu-se para o Instituto São Luís, em Pacoti, onde faria o então chamado curso propedêutico. Voltando à Palmácia, com o pai já provecto, passou a ajudá-lo na gerência de seus inúmeros bens. Tronou-se um homem de negócios e líder político local, após a emancipação política da cidade. Como presidente do Partido Social Democrático (PSD), elegeu-se prefeito.
Com a administração, trabalhou para que o novo município tivesse a condição de cidade e logo a princípio fez proceder a ampliação da Escola Maria Amélia cujas instalações eram insuficientes. Atanásio também garantiu o pleno funcionamento do Poder Executivo Municipal, bem como tratou de iniciar a pavimentação das principais ruas e nomeá-las.
Como empresário, foi responsável pelo fornecimento de energia elétrica em Palmácia, além de dono da fábrica de cachaça Palmeirinha. Também teve outros empreendimentos no município, como um cinema, sendo considerado um dos homens mais abastados da história de Palmácia. 